# Doze Casamentos Felizes
Doze Casamentos Felizes é o título de uma colectânea de contos de Camilo Castelo Branco, publicada em 1861.